# Carrefour Kayo Elie
Le Carrefour Kayo Elie est un carrefour de la ville de Douala au Cameroun. Il est situé au quartier Bali.

## Histoire
Elie Kayo, homme d‘affaires, le premier à s‘installer au carrefour qui relie les quartiers Bali et Nkomondo. 
Il a créé une Alimentation qui porte son nom d’où le carrefour Kayo Elie.

### Origine du nom
Elie Kayo est le premier à s'installer à ce carrefour. Cet entrepreneur y construit l'alimentation qui porte le nom "Alimentation Kayo Elie" et un immeuble attenant,.

### Rues principales
Il est le croisement entre la rue Richard Bell et l'Avenue Douala Manga Bell.
À la jonction des quartiers Bonanjo, Bonapriso, Bali, New Bell et Akwa.

## Situation et accès

### Situation
Le carrefour est situé au quartier Bali, quartier tampon entre la ville coloniale, à l'ouest et les quartiers populaires de New-Bell. Il est un point de rencontre de routes venant de plusieurs quartiers : Bonanjo, Bonapriso, Bali, New-Bell et Akwa.

### Accès et moyens de transports
Le carrefour est un point de passage et de ramassage des populations. 

### Le carrefour Kayo aujourd'hui
Le carrefour Kayo est au cœur de la ville de Douala. Reliant une partie du quartier administratif et résidentiel de Bali à New Bell Nkongmodo, un quartier populaire et de commerces.  Il est un pôle commercial et lieu de brassage et de métissage. Où se croisent des populations d'origines diverses.